# Sundasciurus rabori
Sundasciurus rabori is een eekhoorn uit het geslacht Sundasciurus die voorkomt op 800 tot 1300 m hoogte op het Filipijnse eiland Palawan. Deze soort behoort tot het ondergeslacht Aletesciurus en is daarbinnen waarschijnlijk de zustergroep van de overige Filipijnse soorten. Deze soort komt vrij algemeen voor in zijn kleine verspreidingsgebied in het bergregenwoud van Palawan. Deze soort is genoemd naar de eminente Filipijnse bioloog Dioscoro Rabor, die de eerste exemplaren van deze soort verzamelde.
De donkerbruine vacht is dicht en zacht, met oraanje en zwarte strepen. De onderkant van het lichaam is geelbruin. De staart is oranje en zwart gestreept, met een oranjegele punt. Voor respectievelijk het holotype, een ander volwassen exemplaar en drie onvolwassen dieren bedraagt de totale lengte 329, 331 en (gemiddeld) 307 mm, de staartlengte 144, 145 en 133 mm, de achtervoetlengte 43, 44 en 42 mm en de oorlengte 18, 16,5 en 17 mm.